# Abel Bet-Maaka
Abel Bet-Maaka, Abel, Abel-Maim, Abila, Abilena, Abilena Lizaniasza – starożytne miasto-twierdza w północnej Palestynie, w epoce hellenistycznej (jako Abila) jedno z miast Dekapolu. Miejscowość jest utożsamiana z Tell Abil, położonym w miejscowości Abil el-Kam. Według Onomasticon Euzebiusza z Cezarei (32,14–16) zlokalizowane było ok. 19 km na wschód od Gadary. Ruiny miasta z czasów rzymskich zlokalizowano w kopcach Tell Abil i Tell umm el-Amad. Pomiędzy wzgórzami znaleziono pozostałości po rzymskiej drodze. Ustalono, że w mieście znajdowały się świątynia, teatr i bazylika.
Nazwy Abel Bet-Maaka, Abel, Abel-Maim zostały poświadczone przez 2 Sm 20,13–18, 2 Krn 16,4, 1 Krl 15,20 oraz 2 Krl 15,29. W okresie panowania Dawida (XI–X wiek p.n.e.) miasto, w którym schronił się zbuntowany przeciwko królowi Szeba, było oblegane przez wodza Joaba. W IX wieku p.n.e., gdy Izraelem rządził Basza, Abel Bet-Maaka zostało zajęte przez króla Aramu – Ben-Hadada I. Stulecie później, w czasach panowania Pekacha, fortecę zdobył władca asyryjski Tiglat-Pileser III. Od podbojów Aleksandra Wielkiego (IV wiek p.n.e.) miasto było nazywane Abila i znajdowało się w kręgu wpływów fenickich, o czym wspominają Euzebiusz z Cezarei (Onom., 32,14–16) oraz Stefanos z Bizancjum.
W Historii naturalnej (Hist. nat., V, 4) Pliniusza Starszego Abila nie została wymieniona wśród miast Dekapolu, natomiast dołączył ją do listy miast związku Klaudiusz Ptolemeusz w swojej Geografii (Geogr., V, 14, 18). Jako członek Dekapolu Abila figurowała też u Euzebiusza z Cezarei w Onomasticon (32,14–16) i w odkrytej podczas wykopalisk w pobliżu Palmiry inskrypcji. W epoce hellenistycznej, rzymskiej i bizantyjskiej Abila stanowiła ważny ośrodek. Początkowo należało do Ptolemeuszy, aż w II wieku p.n.e. Antioch III Wielki przyłączył je do swojego państwa, o czym wspominają Polibiusz w Dziejach (V,71; XVI,39) oraz Flawiusz w Dawnych dziejach (XII, 136). W pierwszej połowie I wieku p.n.e. Abilę zawojował Aleksander Jannaj, w połowie tegoż stulecia miasto zdobył Pompejusz, a następnie dał mu niepodległość. W Nowym Testamencie nazwa miasta została wspomniana u Łk 3,1 jako Abilena, gdzie panował tetrarcha Lizaniasz. W okresie rządów Karakalli mennica miejska umieszczała na bitych w Abili monetach nazwę Seleuciae Abila.
W czasach bizantyjskich Abila była stolicą biskupstwa. Koptyjska kopia postanowień I soboru nicejskiego zawiera informację, że jednym z uczestników był Heliconius. Jordanus brał udział w synodzie antiocheńskim w 445 roku i uczestniczył na soborze chalcedońskim w 451 roku. Jan był jednym z sygnatariuszy zbiorowego listu, który biskupi feniccy wysłali w 458 roku do cesarza bizantyjskiego Leona I, by zaprotestować przeciwko obaleniu patriarchy Proteriusza z Aleksandrii. Abilena Lizaniasza zachowała tytularne biskupstwo Kościoła rzymskokatolickiego.